# Макфарленд (Каліфорнія)
Макфарленд (англ. McFarland) — місто (англ. city) в США, в окрузі Керн штату Каліфорнія. Населення — 14 161 особа (2020).

## Географія
Макфарленд розташований за координатами 35°40′14″ пн. ш. 119°13′58″ зх. д. / 35.67056° пн. ш. 119.23278° зх. д. (35.670564, -119.232729).  За даними Бюро перепису населення США в 2010 році місто мало площу 6,91 км², уся площа — суходіл.

## Демографія
Згідно з переписом 2010 року, у місті мешкало 12 707 осіб у 2599 домогосподарствах у складі 2365 родин. Густота населення становила 1839 осіб/км².  Було 2683 помешкання (388/км²).
Расовий склад населення:
| - 42,8 % — білих - 1,9 % — чорних або афроамериканців - 1,3 % — корінних американців - 0,7 % — азіатів - 49,8 % — осіб інших рас |

До двох чи більше рас належало 3,5 %. Частка іспаномовних становила 91,5 % від усіх жителів.
За віковим діапазоном населення розподілялося таким чином: 35,2 % — особи молодші 18 років, 60,2 % — особи у віці 18—64 років, 4,6 % — особи у віці 65 років та старші. Медіана віку мешканця становила 25,7 року. На 100 осіб жіночої статі у місті припадало 128,3 чоловіків;  на 100 жінок у віці від 18 років та старших — 142,4 чоловіків також старших 18 років.
Середній дохід на одне домашнє господарство  становив 38 959 доларів США (медіана — 34 032), а середній дохід на одну сім'ю — 38 442 долари (медіана — 30 582). Медіана доходів становила 28 345 доларів для чоловіків та 25 167 доларів для жінок. За межею бідності перебувало 36,8 % осіб, у тому числі 47,9 % дітей у віці до 18 років та 14,9 % осіб у віці 65 років та старших.
Цивільне працевлаштоване населення становило 4228 осіб. Основні галузі зайнятості: сільське господарство, лісництво, риболовля — 54,6 %, освіта, охорона здоров'я та соціальна допомога — 11,9 %, роздрібна торгівля — 7,7 %, мистецтво, розваги та відпочинок — 6,9 %.